# The Pussycat Dolls/Diskografie
Diese Diskografie ist eine Übersicht über die musikalischen Werke der US-amerikanischen Pop-Girlgroup The Pussycat Dolls. Den Quellenangaben zufolge hat sie bisher mehr als 55 Millionen Tonträger verkauft. Ihre erfolgreichste Veröffentlichung ist das Debütalbum PCD mit über neun Millionen verkauften Einheiten.

## Alben

### Studioalben
| Jahr | Titel Musiklabel                         | Höchstplatzierung, Gesamtwochen, AuszeichnungChartplatzierungen (Jahr, Titel, Musiklabel, Platzierungen, Wochen, Auszeichnungen, Anmerkungen) | Höchstplatzierung, Gesamtwochen, AuszeichnungChartplatzierungen (Jahr, Titel, Musiklabel, Platzierungen, Wochen, Auszeichnungen, Anmerkungen) | Höchstplatzierung, Gesamtwochen, AuszeichnungChartplatzierungen (Jahr, Titel, Musiklabel, Platzierungen, Wochen, Auszeichnungen, Anmerkungen) | Höchstplatzierung, Gesamtwochen, AuszeichnungChartplatzierungen (Jahr, Titel, Musiklabel, Platzierungen, Wochen, Auszeichnungen, Anmerkungen) | Höchstplatzierung, Gesamtwochen, AuszeichnungChartplatzierungen (Jahr, Titel, Musiklabel, Platzierungen, Wochen, Auszeichnungen, Anmerkungen) | Anmerkungen                                                    |
| Jahr | Titel Musiklabel                         | DE | AT | CH | UK | US | Anmerkungen                                                    |
| ---- | ---------------------------------------- | --- | --- | --- | --- | --- | -------------------------------------------------------------- |
| 2005 | PCD A&M Records (UMG)                    | DE6 Platin · (83 Wo.)DE | AT16 Gold · (48 Wo.)AT | CH9 Gold · (75 Wo.)CH | UK7 ×4Vierfachplatin · (73 Wo.)UK | US5 ×2Doppelplatin · (99 Wo.)US | Erstveröffentlichung: 9. September 2005 Verkäufe: + 9.000.000  |
| 2008 | Doll Domination Interscope Records (UMG) | DE10 Gold · (27 Wo.)DE | AT16 (21 Wo.)AT | CH7 Gold · (25 Wo.)CH | UK4 Platin · (23 Wo.)UK | US4 (32 Wo.)US | Erstveröffentlichung: 19. September 2008 Verkäufe: + 5.000.000 |

### Livealben
| Jahr | Titel Musiklabel                                             | Anmerkungen                                                                        |
| ---- | ------------------------------------------------------------ | ---------------------------------------------------------------------------------- |
| 2006 | Live from London A&M Records (UMG)                           | Erstveröffentlichung: 1. Dezember 2006 Verkäufe werden dem Videoalbum hinzuaddiert |
| 2007 | The Pussycat Dolls: Live from Control Room A&M Records (UMG) | Erstveröffentlichung: 6. April 2007                                                |

### EPs
| Jahr | Titel Musiklabel                                   | Höchstplatzierung, Gesamtwochen, AuszeichnungChartplatzierungen (Jahr, Titel, Musiklabel, Platzierungen, Wochen, Auszeichnungen, Anmerkungen) | Höchstplatzierung, Gesamtwochen, AuszeichnungChartplatzierungen (Jahr, Titel, Musiklabel, Platzierungen, Wochen, Auszeichnungen, Anmerkungen) | Höchstplatzierung, Gesamtwochen, AuszeichnungChartplatzierungen (Jahr, Titel, Musiklabel, Platzierungen, Wochen, Auszeichnungen, Anmerkungen) | Höchstplatzierung, Gesamtwochen, AuszeichnungChartplatzierungen (Jahr, Titel, Musiklabel, Platzierungen, Wochen, Auszeichnungen, Anmerkungen) | Höchstplatzierung, Gesamtwochen, AuszeichnungChartplatzierungen (Jahr, Titel, Musiklabel, Platzierungen, Wochen, Auszeichnungen, Anmerkungen) | Anmerkungen                                                                       |
| Jahr | Titel Musiklabel                                   | DE | AT | CH | UK | US | Anmerkungen                                                                       |
| ---- | -------------------------------------------------- | --- | --- | --- | --- | --- | --------------------------------------------------------------------------------- |
| 2009 | Doll Domination: The Mini Collection Polydor (UMG) | DE*DE | AT*AT | CH*CH | UK9 Gold · (13 Wo.)UK | US*US | Erstveröffentlichung: 27. April 2009 Verkäufe: + 100.000; * siehe Doll Domination |

## Singles
| Jahr | Titel Album                                      | Höchstplatzierung, Gesamtwochen, AuszeichnungChartplatzierungen (Jahr, Titel, Album, Platzierungen, Wochen, Auszeichnungen, Anmerkungen) | Höchstplatzierung, Gesamtwochen, AuszeichnungChartplatzierungen (Jahr, Titel, Album, Platzierungen, Wochen, Auszeichnungen, Anmerkungen) | Höchstplatzierung, Gesamtwochen, AuszeichnungChartplatzierungen (Jahr, Titel, Album, Platzierungen, Wochen, Auszeichnungen, Anmerkungen) | Höchstplatzierung, Gesamtwochen, AuszeichnungChartplatzierungen (Jahr, Titel, Album, Platzierungen, Wochen, Auszeichnungen, Anmerkungen) | Höchstplatzierung, Gesamtwochen, AuszeichnungChartplatzierungen (Jahr, Titel, Album, Platzierungen, Wochen, Auszeichnungen, Anmerkungen) | Anmerkungen                                                                                      |
| Jahr | Titel Album                                      | DE | AT | CH | UK | US | Anmerkungen                                                                                      |
| ---- | ------------------------------------------------ | --- | --- | --- | --- | --- | ------------------------------------------------------------------------------------------------ |
| 2004 | Sway PCD                                         | — | — | — | — | — | Erstveröffentlichung: 28. September 2004 Original: Pablo Beltrán y su Orquestra – ¿Quién será?   |
| 2005 | Don’t Cha PCD                                    | DE1 ×2Doppelplatin · (27 Wo.)DE | AT2 Gold · (27 Wo.)AT | CH1 Gold · (27 Wo.)CH | UK1 ×2Doppelplatin · (38 Wo.)UK | US2 Platin (Mastertone) + Platin · (40 Wo.)US                                                                                            | Erstveröffentlichung: 26. April 2005 Verkäufe: + 6.000.000; feat. Busta Rhymes                   |
| 2005 | Stickwitu PCD                                    | DE11 (17 Wo.)DE | AT11 (16 Wo.)AT | CH6 (32 Wo.)CH | UK1 Platin · (17 Wo.)UK | US5 Platin (Mastertone) · (26 Wo.)US | Erstveröffentlichung: 20. September 2005 Verkäufe: + 1.735.000                                   |
| 2006 | Beep PCD                                         | DE5 Gold · (17 Wo.)DE | AT7 (21 Wo.)AT | CH6 (28 Wo.)CH | UK2 Silber · (11 Wo.)UK | US13 (20 Wo.)US | Erstveröffentlichung: 27. Februar 2006 Verkäufe: + 417.500; feat. will.i.am                      |
| 2006 | Buttons PCD                                      | DE4 Gold · (29 Wo.)DE | AT1 (28 Wo.)AT | CH3 (39 Wo.)CH | UK3 Platin · (18 Wo.)UK | US3 Platin (Mastertone) · (30 Wo.)US | Erstveröffentlichung: 2. Mai 2006 Verkäufe: + 1.925.000; feat. Snoop Dogg                        |
| 2006 | I Don’t Need a Man PCD                           | DE20 (13 Wo.)DE | AT19 (17 Wo.)AT | CH15 (26 Wo.)CH | UK7 Silber · (10 Wo.)UK | US93 (1 Wo.)US | Erstveröffentlichung: 25. September 2006 Verkäufe: + 235.000                                     |
| 2006 | Wait a Minute PCD                                | DE27 (9 Wo.)DE | AT49 (5 Wo.)AT | CH41 (9 Wo.)CH | — | US28 (17 Wo.)US | Erstveröffentlichung: 26. November 2006 Verkäufe: + 45.000; feat. Timbaland                      |
| 2008 | When I Grow Up Doll Domination                   | DE7 Gold · (15 Wo.)DE | AT7 (26 Wo.)AT | CH10 (28 Wo.)CH | UK3 Platin · (17 Wo.)UK | US9 (20 Wo.)US | Erstveröffentlichung: 27. Mai 2008 Verkäufe: + 835.000                                           |
| 2008 | Whatcha Think About That Doll Domination         | — | — | — | UK9 Silber · (12 Wo.)UK | — | Erstveröffentlichung: 9. September 2008 Verkäufe: + 200.000; feat. Missy Elliott                 |
| 2008 | I Hate This Part Doll Domination                 | DE12 (16 Wo.)DE | AT7 (21 Wo.)AT | CH9 (22 Wo.)CH | UK12 Silber · (19 Wo.)UK | US11 Platin · (20 Wo.)US | Erstveröffentlichung: 7. Oktober 2008 Verkäufe: + 1.352.500                                      |
| 2009 | Bottle Pop Doll Domination                       | — | — | — | — | — | Erstveröffentlichung: 23. Februar 2009 feat. Snoop Dogg                                          |
| 2009 | Jai Ho! (You Are My Destiny) Doll Domination 2.0 | DE29 (8 Wo.)DE | AT18 (11 Wo.)AT | CH7 (22 Wo.)CH | UK3 Platin · (24 Wo.)UK | US15 (13 Wo.)US | Erstveröffentlichung: 23. Februar 2009 Verkäufe: + 902.382; mit A. R. Rahman                     |
| 2009 | Hush Hush; Hush Hush Doll Domination             | DE44 (8 Wo.)DE | AT35 (8 Wo.)AT | CH30 (14 Wo.)CH | UK17 Silber · (15 Wo.)UK | US73 (9 Wo.)US | Erstveröffentlichung: 12. Mai 2009 Verkäufe: + 265.000; Original: Gloria Gaynor – I Will Survive |
| 2020 | React –                                          | — | — | CH75 (1 Wo.)CH | UK29 Silber · (12 Wo.)UK | — | Erstveröffentlichung: 7. Februar 2020 Verkäufe: + 235.000                                        |

## Videoalben und Musikvideos

### Videoalben
| Jahr | Titel Musiklabel                   | Höchstplatzierung, Gesamtwochen, AuszeichnungChartplatzierungen (Jahr, Titel, Musiklabel, Platzierungen, Wochen, Auszeichnungen, Anmerkungen) | Höchstplatzierung, Gesamtwochen, AuszeichnungChartplatzierungen (Jahr, Titel, Musiklabel, Platzierungen, Wochen, Auszeichnungen, Anmerkungen) | Höchstplatzierung, Gesamtwochen, AuszeichnungChartplatzierungen (Jahr, Titel, Musiklabel, Platzierungen, Wochen, Auszeichnungen, Anmerkungen) | Höchstplatzierung, Gesamtwochen, AuszeichnungChartplatzierungen (Jahr, Titel, Musiklabel, Platzierungen, Wochen, Auszeichnungen, Anmerkungen) | Höchstplatzierung, Gesamtwochen, AuszeichnungChartplatzierungen (Jahr, Titel, Musiklabel, Platzierungen, Wochen, Auszeichnungen, Anmerkungen) | Anmerkungen                                               |
| Jahr | Titel Musiklabel                   | DE | AT | CH | UK | US | Anmerkungen                                               |
| ---- | ---------------------------------- | --- | --- | --- | --- | --- | --------------------------------------------------------- |
| 2006 | Live from London A&M Records (UMG) | — | — | — | — | US12 (13 Wo.)US | Erstveröffentlichung: 1. Dezember 2006 Verkäufe: + 37.500 |

### Musikvideos
| Jahr | Titel                        | Regisseur(e)                    |
| ---- | ---------------------------- | ------------------------------- |
| 2004 | Sway                         | Steve Antin                     |
| 2005 | Don’t Cha                    | Paul Hunter                     |
| 2005 | Stickwitu                    | Nigel Dick                      |
| 2005 | Beep                         | Benny Boom                      |
| 2006 | Buttons                      | Francis Lawrence                |
| 2006 | I Don’t Need a Man           | Chris Applebaum                 |
| 2006 | Wait a Minute                | Marc Webb                       |
| 2008 | When I Grow Up               | Joseph Kahn                     |
| 2008 | Whatcha Think About That     | Diane Martel                    |
| 2008 | I Hate This Part             | Joseph Kahn                     |
| 2009 | Bottle Pop                   | Thomas Kloss                    |
| 2009 | Jai Ho! (You Are My Destiny) | Thomas Kloss                    |
| 2009 | Hush Hush; Hush Hush         | Rich Lee                        |
| 2020 | React                        | Bradley Bell, Pablo Jones-Soler |
| 2020 | Santa Baby                   | Hans Carrillo                   |

## Sonderveröffentlichungen

### Alben
| Jahr | Titel Musiklabel                                            | Anmerkungen                                         |
| ---- | ----------------------------------------------------------- | --------------------------------------------------- |
| 2006 | Sessions@AOL A&M Records (UMG)                              | Erstveröffentlichung: 4. Juli 2006                  |
| 2021 | Celebrating Pride: The Pussycat Dolls Universal Music (UMG) | Erstveröffentlichung: 28. Mai 2021 Mini-Kompilation |

| Jahr | Titel Musiklabel                                  | Anmerkungen                                                    |
| ---- | ------------------------------------------------- | -------------------------------------------------------------- |
| 2008 | New Collection D.K. & Moon Producing Centre (UMG) | Erstveröffentlichung: 2008 Veröffentlichung nur in der Ukraine |

### Lieder
| Jahr | Titel Album           | Anmerkungen                                                                                          |
| ---- | --------------------- | --- |
| 2008 | Grown Man The Block   | Erstveröffentlichung: 2. September 2008 New Kids on the Block feat. Teddy Riley & The Pussycat Dolls |
| 2020 | Genetics Treat Myself | Erstveröffentlichung: 31. Januar 2020 Meghan Trainor feat. The Pussycat Dolls                        |

| Jahr | Titel Soundtrack zu                                             | Anmerkungen                                                                                  |
| ---- | --------------------------------------------------------------- | -------------------------------------------------------------------------------------------- |
| 2004 | We Went as Far as We Felt Like Going Große Haie – Kleine Fische | Erstveröffentlichung: 21. September 2004                                                     |
| 2004 | Sway Darf ich bitten?                                           | Erstveröffentlichung: 12. Oktober 2004 Original: Pablo Beltrán y su Orquestra – ¿Quién será? |
| 2009 | Bad Girl Shopaholic – Die Schnäppchenjägerin                    | Erstveröffentlichung: 17. Februar 2009 Original: Rihanna – Bad Girl                          |

## Promoveröffentlichungen
Promo-Singles

| Jahr | Titel Album                       | Höchstplatzierung, Gesamtwochen, AuszeichnungChartplatzierungen (Jahr, Titel, Album, Platzierungen, Wochen, Auszeichnungen, Anmerkungen) | Höchstplatzierung, Gesamtwochen, AuszeichnungChartplatzierungen (Jahr, Titel, Album, Platzierungen, Wochen, Auszeichnungen, Anmerkungen) | Höchstplatzierung, Gesamtwochen, AuszeichnungChartplatzierungen (Jahr, Titel, Album, Platzierungen, Wochen, Auszeichnungen, Anmerkungen) | Höchstplatzierung, Gesamtwochen, AuszeichnungChartplatzierungen (Jahr, Titel, Album, Platzierungen, Wochen, Auszeichnungen, Anmerkungen) | Höchstplatzierung, Gesamtwochen, AuszeichnungChartplatzierungen (Jahr, Titel, Album, Platzierungen, Wochen, Auszeichnungen, Anmerkungen) | Anmerkungen                                                          |
| Jahr | Titel Album                       | DE | AT | CH | UK | US | Anmerkungen                                                          |
| ---- | --------------------------------- | --- | --- | --- | --- | --- | -------------------------------------------------------------------- |
| 2006 | How Many Times, How Many Lies PCD | — | — | — | — | — | Erstveröffentlichung: 2006                                           |
| 2007 | Right Now (NBA Version) PCD       | — | — | — | — | — | Erstveröffentlichung: 2007                                           |
| 2008 | Out of This Club Doll Domination  | — | — | — | — | — | Erstveröffentlichung: 12. Oktober 2008 feat. R. Kelly & Polow da Don |
| 2009 | Top of the World Doll Domination  | — | — | — | — | US79 (1 Wo.)US | Erstveröffentlichung: 3. Februar 2009                                |

## Statistik

### Chartauswertung
|                     | DE    | AT    | CH    | UK    | US    |
| ------------------- | ----- | ----- | ----- | ----- | ----- |
| Nummer-eins-Alben   | DE—DE | AT—AT | CH—CH | UK—UK | US—US |
| Top-10-Alben        | DE2DE | AT—AT | CH2CH | UK2UK | US2US |
| Alben in den Charts | DE2DE | AT2AT | CH2CH | UK3UK | US2US |

|                       | DE     | AT     | CH     | UK     | US     |
| --------------------- | ------ | ------ | ------ | ------ | ------ |
| Nummer-eins-Singles   | DE1DE  | AT1AT  | CH1CH  | UK2UK  | US—US  |
| Top-10-Singles        | DE4DE  | AT5AT  | CH7CH  | UK8UK  | US4US  |
| Singles in den Charts | DE10DE | AT10AT | CH11CH | UK11UK | US11US |

|                          | DE    | AT    | CH    | UK    | US    |
| ------------------------ | ----- | ----- | ----- | ----- | ----- |
| Nummer-eins-Videoalben   | DE—DE | AT—AT | CH—CH | UK—UK | US—US |
| Top-10-Videoalben        | DE—DE | AT—AT | CH—CH | UK—UK | US—US |
| Videoalben in den Charts | DE—DE | AT—AT | CH—CH | UK—UK | US1US |

### Auszeichnungen für Musikverkäufe
| Goldene Schallplatte - Australien - 2006: für die Single Beep - 2006: für die Single I Don’t Need a Man - 2009: für die Single Hush Hush; Hush Hush - 2009: für die Single I Hate This Part - 2024: für die Single React - Belgien - 2005: für die Single Don’t Cha - 2006: für die Single Buttons - 2009: für das Album Doll Domination - 2009: für die Single I Hate This Part - Brasilien - 2010: für das Videoalbum Live from London - 2024: für die Single Hush Hush; Hush Hush - Dänemark - 2006: für die Single Beep - 2009: für die Single I Hate This Part - 2021: für die Single Wait a Minute - Finnland - 2009: für die Single Jai Ho! (You Are My Destiny) - Frankreich - 2006: für das Album PCD - 2008: für das Album Doll Domination - GCC - 2010: für das Album Doll Domination - Griechenland - 2006: für das Album PCD - Italien - 2024: für die Single Don’t Cha - Neuseeland - 2005: für die Single Don’t Cha - 2006: für die Single Stickwitu - 2006: für die Single Beep - 2006: für die Single Buttons - 2008: für das Videoalbum Live from London - 2009: für die Single I Hate This Part - Norwegen - 2006: für das Album PCD - Schweden - 2006: für die Single Don’t Cha - 2007: für die Single Beep - Singapur - 2019: für das Album Doll Domination - Spanien - 2025: für die Single Don’t Cha - Ungarn - 2006: für das Album PCD | Platin-Schallplatte - Australien - 2006: für die Single Buttons - 2006: für die Single Stickwitu - 2007: für das Videoalbum Live from London - 2008: für die Single When I Grow Up - 2009: für das Album Doll Domination - Belgien - 2008: für das Album PCD - Brasilien - 2024: für die Single Don’t Cha - 2024: für die Single Stickwitu - 2024: für die Single I Hate This Part - 2024: für die Single Buttons - Dänemark - 2006: für die Single Don’t Cha - 2007: für die Single Buttons - Irland - 2008: für das Album Doll Domination - Kanada - 2007: für das Videoalbum Live from London - 2009: für das Album Doll Domination - Neuseeland - 2009: für die Single Jai Ho! (You Are My Destiny) - 2016: für die Single When I Grow Up - 2021: für das Album Doll Domination - Niederlande - 2007: für das Album PCD - Polen - 2007: für das Album PCD - Russland - 2008: für das Album Doll Domination - Portugal - 2008: für das Album PCD - Singapur - 2021: für das Album PCD | 2× Platin-Schallplatte - Australien - 2005: für die Single Don’t Cha - Dänemark - 2019: für das Album PCD - Europa - 2006: für das Album PCD - Irland - 2006: für das Album PCD - Kanada - 2007: für das Album PCD 3× Platin-Schallplatte - Australien - 2007: für das Album PCD 4× Platin-Schallplatte - Australien - 2021: für die Single Jai Ho! (You Are My Destiny) - Neuseeland - 2023: für das Album PCD 5× Platin-Schallplatte - Russland - 2007: für das Album PCD |

Anmerkung: Auszeichnungen in Ländern aus den Charttabellen bzw. Chartboxen sind in ebendiesen zu finden.
| Land/RegionAuszeichnungen für Musikverkäufe (Land/Region, Auszeichnungen, Verkäufe, Quellen) | Silber     | Gold       | Platin       | Verkäufe    | Quellen                                                    |
| -------------------------------------------------------------------------------------------- | ---------- | ---------- | ------------ | ----------- | ---------------------------------------------------------- |
| Australien (ARIA)                                                                            | —          | 5× Gold5   | 14× Platin14 | 1.100.000   | aria.com.au                                                |
| Belgien (BRMA)                                                                               | —          | 4× Gold4   | Platin1      | 130.000     | ultratop.be                                                |
| Brasilien (PMB)                                                                              | —          | 2× Gold2   | 4× Platin4   | 285.000     | pro-musicabr.org.br                                        |
| Dänemark (IFPI)                                                                              | —          | 3× Gold3   | 4× Platin4   | 140.000     | ifpi.dk                                                    |
| Deutschland (BVMI)                                                                           | —          | 4× Gold4   | 3× Platin3   | 1.350.000   | musikindustrie.de                                          |
| Europa (IFPI)                                                                                | —          | —          | 2× Platin2   | (2.000.000) | ifpi.org                                                   |
| Finnland (IFPI)                                                                              | —          | Gold1      | —            | 7.382       | ifpi.fi                                                    |
| Frankreich (SNEP)                                                                            | —          | 2× Gold2   | —            | 150.000     | infodisc.fr                                                |
| Golf-Kooperationsrat (IFPI)                                                                  | —          | Gold1      | —            | 3.000       | ifpi.org                                                   |
| Griechenland (IFPI)                                                                          | —          | Gold1      | —            | 10.000      | ifpi.gr (Memento vom 4. Januar 2007 im Internet Archive)   |
| Irland (IRMA)                                                                                | —          | —          | 3× Platin3   | 45.000      | irishcharts.ie                                             |
| Italien (FIMI)                                                                               | —          | Gold1      | —            | 50.000      | fimi.it                                                    |
| Kanada (MC)                                                                                  | —          | —          | 4× Platin4   | 290.000     | musiccanada.com                                            |
| Neuseeland (RMNZ)                                                                            | —          | 6× Gold6   | 7× Platin7   | 145.000     | aotearoamusiccharts.co.nz NZ2 NZ3                          |
| Niederlande (NVPI)                                                                           | —          | —          | Platin1      | 70.000      | nvpi.nl                                                    |
| Norwegen (IFPI)                                                                              | —          | Gold1      | —            | 20.000      | ifpi.no (Memento vom 5. November 2012 im Internet Archive) |
| Österreich (IFPI)                                                                            | —          | 2× Gold2   | —            | 30.000      | ifpi.at                                                    |
| Polen (ZPAV)                                                                                 | —          | —          | Platin1      | 20.000      | olis.pl                                                    |
| Portugal (AFP)                                                                               | —          | —          | Platin1      | 20.000      | Einzelnachweise                                            |
| Russland (NFPF)                                                                              | —          | —          | 6× Platin6   | 120.000     | 2m-online.ru                                               |
| Schweden (IFPI)                                                                              | —          | 2× Gold2   | —            | 20.000      | sverigetopplistan.se                                       |
| Schweiz (IFPI)                                                                               | —          | 3× Gold3   | —            | 55.000      | hitparade.ch                                               |
| Singapur (RIAS)                                                                              | —          | Gold1      | Platin1      | 15.000      | rias.org.sg                                                |
| Spanien (Promusicae)                                                                         | —          | Gold1      | —            | 30.000      | elportaldemusica.es                                        |
| Ungarn (MAHASZ)                                                                              | —          | Gold1      | —            | 5.000       | slagerlistak.hu                                            |
| Vereinigte Staaten (RIAA)                                                                    | —          | —          | 7× Platin7   | 7.000.000   | riaa.com                                                   |
| Vereinigtes Königreich (BPI)                                                                 | 6× Silber6 | Gold1      | 11× Platin11 | 6.200.000   | bpi.co.uk                                                  |
| Insgesamt                                                                                    | 6× Silber6 | 41× Gold41 | 70× Platin70 |             |                                                            |